# Estrella fundamental
Una estrella fundamental es aquella cuya posición y movimiento propio son conocidos con exactitud, de modo que pueden calcularse las posiciones de otras estrellas con respecto a ella. Existen más de 2000. Se encuentran recogidas en el Fundamental Katalog FK6.
Las estrellas fundamentales son objeto de observaciones frecuentes y precisas que permiten determinar con gran exactitud sus coordenadas celestes y sus movimientos propios. Pueden ser comparadas a esos puntos geodésicos de primer orden que sirven de base y fundamento a todo un mapa y cuyas coordenadas, por tal razón, han sido medidas con la máxima precisión. Así es como las estrellas fundamentales suministran al astrónomo y al navegante unas referencias seguras, materiales y visibles respecto a las cuales puede ser situado otro astro; también permiten medir con precisión los movimientos de la Tierra, especialmente las irregularidades de su rotación y las oscilaciones de su eje.